# 알버트 지라드

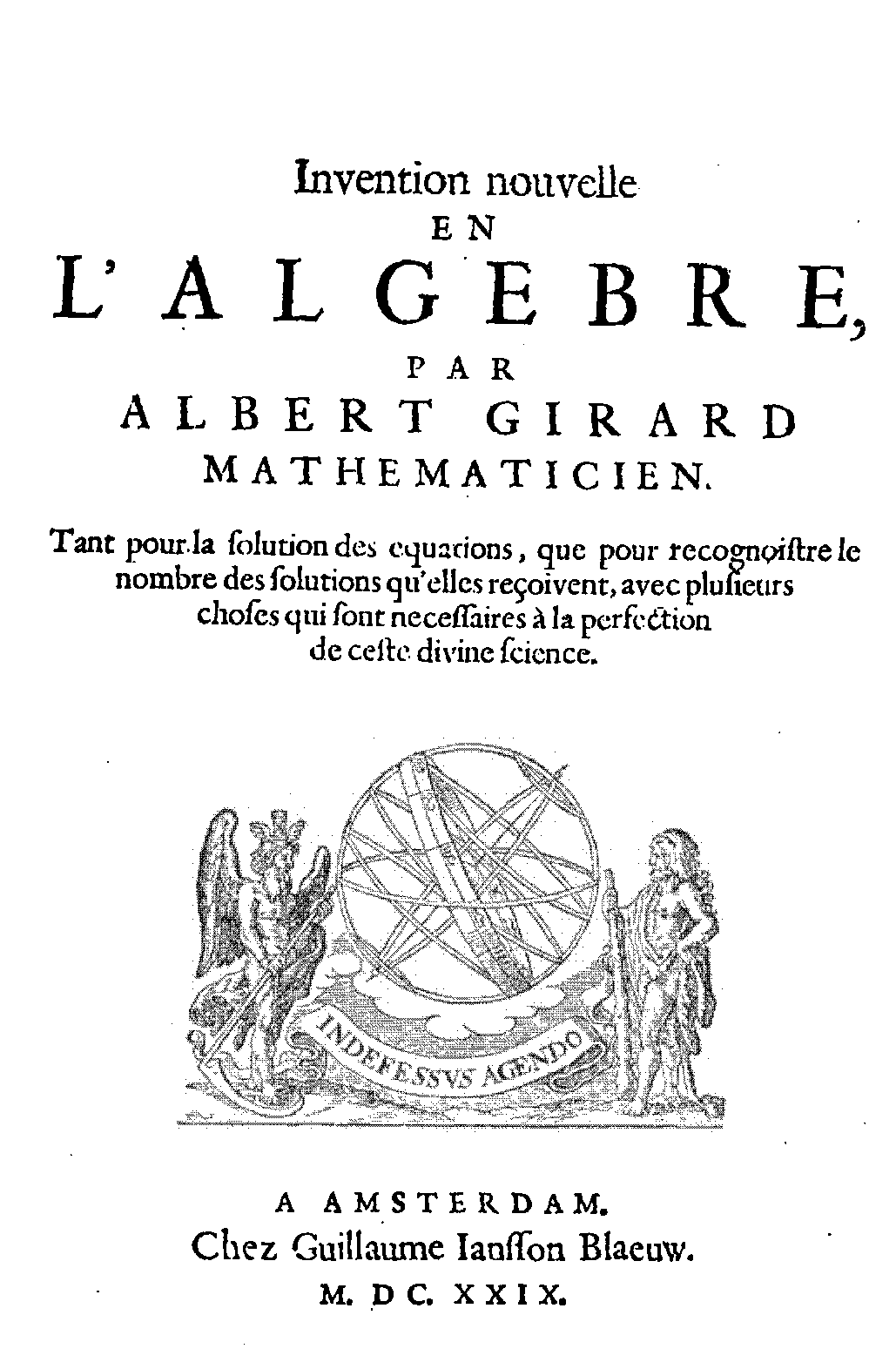

알버트 지라드(Albert Girard) 또는 알베르 지라르([alˈbɛʁ ʒiˈʁaʁ], 셍미이엘 - 1532년 12월 8일 -1632년 레이든)는 프랑스 태생의 수학자였다. 그는 레이던 대학교에서 수학했다. 그는 대수학의 기본 정리에 대한 초기의 생각을 가지고 피보나치 수에 대한 귀납적 정의를 내렸다. 그는 논문에서 삼각함수에 'sin', 'cos', 'tan'이라는 약어를 최초로 사용한 것으로 알려져 있다. 지라드는 1625년에 처음으로 1 mod 4 형식의 소수는 두 제곱수의 합일 것(페르마 두 제곱수 정리 참조)이라는 것을 언급하기도 하였다.
일화에 따르면 그는 조용한 성격을 지녔으며, 대부분의 학자들과는 달리 개인 생활에 대한 일기를 적지 않았다고 여겨진다.
찰스 허튼(Charles Hutton)의 의견에 따르면, 지라드(Girard)는 "... 거듭제곱근의 계수의 대형의 일반적인 원리를 이해한 첫번째 사람으로 여겨진다. 그는 어떤 방정식의 거듭제곱근을 요약하는 규칙을 발견한 최초의 사람이었다."
이는 비에트의 정리이지만 비에트는 이러한 일반적인 루트(root)를 제공하지 않았었다.
그의 논문에서 대칭 함수를 사용한 방정식 연구는 방정식의 역사에서 지라드의 연구로 남아있다. 방정식 이론에 대한 그의 연구에서 라그랑지(Lagrange)는 지라드(Girard)를 인용했다. 이후 나중에, 코시(Cauchy) , 갈루아(Galois) 및 다른 이들에의한 군 이론의 19세기 초기발전에도 연관있다.
지라드는 또한 삼각형의 구면이 내각에 어떻게 의존 하는지를 보여주었고, 그 결과를 지라드 정리라고한다. 또한 결국 출판되지 않았지만 그는 음악에 대한 논문도 저술하였다.

## 같이 보기
- 구면삼각형